# حروب إنجلترا وإمبراطورية الآشانتي
كانت حروب إنجلترا وإمبراطورية الآشانتي سلسلة من خمسة صراعات في القرن التاسع عشر وقعت بين عامي 1824 و1900، بين إمبراطورية الآشانتي -وهي جزء من عرقية الأكان الأكبر في مستعمرة ساحل الذهب-  والإمبراطورية البريطانية وحلفائها. يرجع سبب الحروب بشكل رئيسي إلى محاولات الآشانتي إقامة معقل لهم على المناطق الساحلية في غانا الحالية. اعتمدت الشعوب الساحلية مثل فانتي وغا على الحماية البريطانية ضد غارات الآشانتي.

## الحرب الأولى بين إنجلترا وإمبراطورية الآشانتي بين عامي 1824 و1831
بحلول العشرينيات من القرن التاسع عشر، قرر البريطانيون دعم إحدى القبائل دونًا عن الأخرى، وهي الفانتي، أعداء الآشانتي. على الأرض، لن يسمح ملوك الآشانتي الذين حكموا من المقعد الذهبي -الذي يُقال أنه جاء من الوصي الإلهي العظيم لروح الآشانتي، وهو «نيامي»- أن يحكمهم البريطانيون. لعبت الخلافات الاقتصادية والاجتماعية دورها في أسباب اندلاع أحداث العنف.
وقع السبب المباشر للحرب حين خطفت مجموعة من الآشانتي رقيب أفريقي من الفيلق الملكي الأفريقي وقتلته. وجُرّت مجموعة بريطانية صغيرة إلى فخ أدى إلى مقتل 10 أشخاص وإصابة 39 وتراجع بريطاني. حاول الآشانتي التفاوض لكن الحاكم البريطاني، السير تشارلز مكارثي، رفض مطالبات الآشانتي لمناطق شعب الفانتي على الساحل وصدّ اقتراحات الآشانتي للتفاوض. 
وقعت الحرب الثانية بين إنجلترا وإمبراطورية الآشانتي عامي 1863 و1864.

## الحرب الثالثة بين إنجلترا وإمبراطورية الآشانتي
استمرت الحرب الثالثة بين إنجلترا وإمبراطوري الآشانتي، والمعروفة أيضًا باسم «بعثة الآشانتي الأولى»، التي استمرت من عام 1873 وحتى عام 1874. في عام 1869، نُقلت عائلة تبشيرية ألمانية ومبشر سويسري من توغو إلى كوماسي. كانوا لا يزالون محتجزين في عام 1873.
أُسست مستعمرة ساحل الذهب البريطانية رسميًا في عام 1867 وفي عام 1872، ووسّعت بريطانيا أراضيها عندما اشترت مستعمرة ساحل الذهب الهولندية من الهولنديين، من ضمنها مدينة إلمينا التي طالب بها الآشانتي. وقّع الهولنديون معاهدة بوتري في عام 1656 مع الآشانتي. أثبتت ترتيبات المعاهدة وجود شؤون دبلوماسية مستقرة ومنظمة بين هولندا وشعب الأهانتا لأكثر من 213 عامًا. تغير كل هذا مع بيع ساحل الذهب الهولندي. غزت الآشانتي المحمية البريطانية الجديدة.

## الحرب الرابعة بين إنجلترا وإمبراطورية الآشانتي
كانت الحرب الرابعة بين إنجلترا وإمبراطورية الآشانتي، والمعروفة أيضًا باسم «بعثة الآشانتي الثانية»، قصيرة، واستمرت فقط من ديسمبر 1895 وحتى فبراير 1896. رفضت الآشانتي عرضًا غير رسمي لتصبح أرضها محمية بريطانية في عام 1891، وامتد العرض حتى عام 1894. أراد البريطانيون أيضًا إنشاء مسكن بريطاني في كوماسي. رفض ملك الآشانتي بريمب التخلي عن سيادته. كان البريطانيون حريصين على غزو الآشانتي مرة واحدة وإلى الأبد، وذلك رغبةً منهم في إبقاء القوات الفرنسية والألمانية خارج أراضي الآشانتي (وذهبها). أرسلت الآشانتي وفدًا إلى لندن لتقديم تنازلات بشأن تجارة الذهب والكاكاو والمطاط، فضلًا عن الخضوع للتاج الملكي. لكن البريطانيين كانوا قد قرروا بالفعل الحل العسكري، كانوا في طريقهم، ولم يعد الوفد إلا إلى كوماسي إلا قبل بضعة أيام من دخول القوات.

## الحرب الخامسة «حرب المقعد الذهبي»
وصلت التكنلوجيا إلى مستعمرة ساحل الذهب، وأُنشئ خط سكة حديد إلى كوماسي في عام 1898 لكنه لم يعمل كثيرًا حين اندلعت حرب أخرى. كان من المقرر أن يكتمل خط السكة الحديدية في عام 1903.
في حرب المقعد الذهبي (1900)، والمعروفة أيضًا باسم «بعثة الآشانتي الثالثة»، في 25 مارس 1900، ارتكب الممثل البريطاني السير فريدريك ميتشل هودغسون خطًأ سياسيًا بإصراره على أنه يجب أن يجلس على المقعد الذهبي، دون أن يفهم أنه كان العرش الملكي ورمزًا مقدسًا للغاية لدى الآشانتي. أمر هودغسون بالبحث عن المقعد، وهاجم شعب الآشانتي، الغاضب من هذا الفعل، الجنود المشاركين في البحث.